# 秋田県道135号扇田停車場線
秋田県道135号扇田停車場線（あきたけんどう135ごう おうぎだていしゃじょうせん）は、秋田県大館市を通る一般県道である。

## 概要
大館市比内町扇田地内のJR東日本 花輪線 扇田駅から秋田県道52号比内田代線交点に至る188メートルだけの短距離路線である。総延長のうち99mは道幅が5.5m以上あるもののセンターラインがない。

### 路線データ
- 総延長：188 m[3]
- 実延長 : 188 m[3]
- 起点 : 秋田県大館市比内町扇田字中島本道端18番1（扇田駅）[4]北緯40度13分47.17秒 東経140度34分21.18秒
- 終点 : 秋田県大館市比内町扇田字中島本道端123番1（秋田県道52号比内田代線交点）[4]北緯40度13分51.79秒 東経140度34分27.55秒
- 未供用区間 : なし[3]

## 歴史
- 1959年（昭和34年）2月17日 - 秋田県道に認定される[4]。

## 路線状況

### 冬期閉鎖区間
- なし[5]

### 交通不能区間
- なし[6]

## 地理

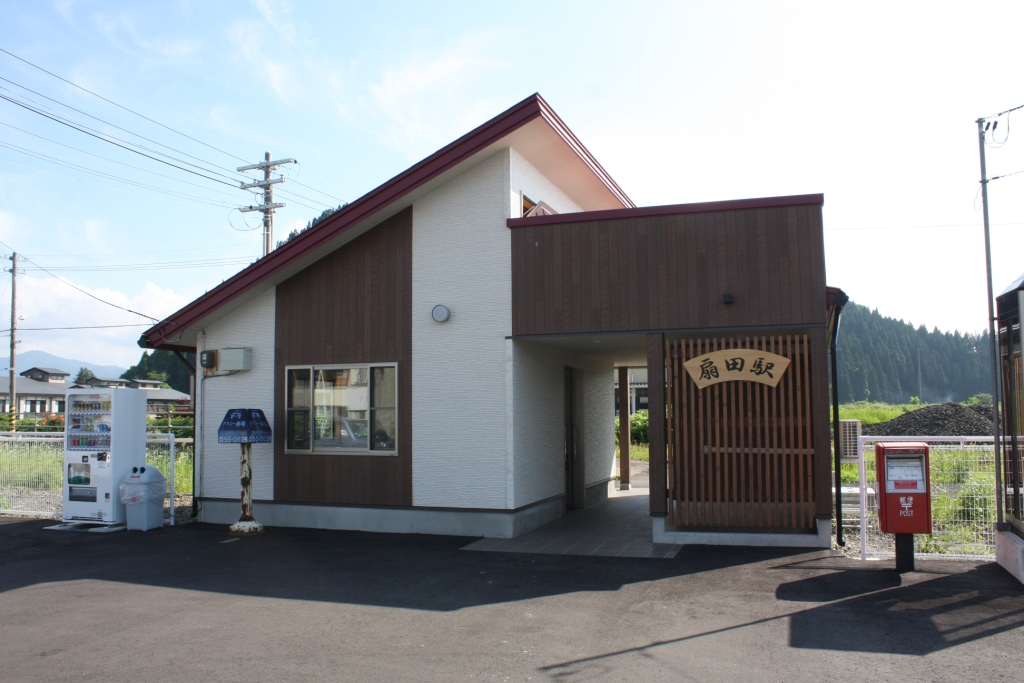
扇田駅

### 交差する道路
| 施設名       | 接続路線名             | 備考 | 所在地                            |
| ------------ | ---------------------- | ---- | --------------------------------- |
| 〈扇田駅前〉 |                        | 起点 | 大館市比内町扇田字中島本道端18番  |
|              | 秋田県道52号比内田代線 | 終点 | 大館市比内町扇田字中島本道端123番 |

### 沿線の施設
- JR東日本 花輪線 扇田駅